# سلطة الأمن النووي
سلطة الأمن النووي في فرنسا (بالإنجليزية: Nuclear Safety Authority)‏ (ASN) هي هيئة إدارية فرنسية مستقلة أنشئت بموجب القانون رقم 686-2006 الصادر في 13 يونيو 2006 بشأن الشفافية والأمن النوويين . وقد حلت محل (التوجيه العام للسلامة النووية والحماية من الإشعاع) سابقاً . وتتمثل مهمتها، نيابة عن الدولة الفرنسية ، في تنظيم السلامة النووية والحماية من الإشعاع من أجل حماية العمال والمرضى والجمهور والبيئة من المخاطر التي تنطوي عليها الأنشطة النووية. كما أنه يساهم في توعية المواطنين من المخاطر و الأضرار النووية.
من عام 2006 إلى عام 2012، كان رئيس السلطة هو أندريه كلود لاكوست [الإنجليزية]  الذي كان أيضًا عضوًا مؤسسًا وكان رئيسًا للجمعية الدولية للهيئات التنظيمية النووية (INRA) وجمعية الهيئات التنظيمية النووية في أوروبا الغربية (WENRA).  وكان أيضًا رئيسًا للجنة معايير السلامة التابعة للوكالة الدولية للطاقة الذرية.
منذ نوفمبر 2018، رئيس السلطة هو برنارد دوروششوك [الإنجليزية] . 
في وقت مبكر خلال كارثة فوكوشيما دايتشي النووية ، ذكرت سلطة الأمن النووي أنها تعتقد أن الأحداث التي تتكشف يجب أن يتم تصنيفها على أنها 5 أو حتى 6 على مقياس الأحداث النووية الدولي عندما أدرجتها وكالة الطاقة الذرية اليابانية في اليوم السابق كحدث من المستوى 4. في وقت لاحق قالوا إنهم يعتقدون أن الوضع قد تجاوز مستوى حدث المستوى 5 وانتقل إلى المستوى 6. وقد شاركت السلطات النووية الفنلندية رأيهم. 
خلال عامي 2015 و2016، ظهرت مشكلات رئيسية تتعلق بالسلامة النووية، بعد الاكتشاف في محطة فلامانفيل للطاقة النووية ، فيما يتعلق بحوالي 400 مطروقًا فولاذيًا كبيرًا تم تصنيعها بواسطة شركة لو كروسو فورج التابعة لشركة أريفا منذ عام 1965 والتي كانت تحتوي على مخالفات في محتوى الكربون مما أدى إلى إضعاف الفولاذ. بدأ برنامج واسع النطاق لفحص المفاعلات   مما أدى إلى توقف 20 مفاعلًا من أصل 58 مفاعلًا في فرنسا عن العمل في أكتوبر 2016.   قد تمنع هذه المخاوف المتعلقة بجودة الفولاذ الجهة التنظيمية من منح تمديدات الحياة من 40 إلى 50 عامًا، كما افترض مخططو الطاقة، للعديد من المفاعلات.  احتفظ لو كروسو فورج بملفات مخفية تم الكشف عنها الآن لـ سلطة الأمن النووي بعد الإدارة الجديدة من قبل
آرافا . وصفت سلطة الأمن النووي الوضع الحالي في يناير 2017 بأنه مثير للقلق.  في أبريل 2017، نشرت سلطة الأمن النووي متطلبات استئناف عملية الصياغة في لو كروسو فورج، والتي توقفت عن العمل منذ ديسمبر 2015.   في عام 2018، قدمت سلطة الأمن النووي مراقبة أكثر صرامة لإنتاج المكونات استجابةً للمشكلات الموجودة في لو كروسو فورج. 

## أنظر أيضاً
- الرابطة الدولية للهيئات التنظيمية النووية
- الطاقة النووية في فرنسا